# Pannage
 (décembre 2010).
Si vous disposez d'ouvrages ou d'articles de référence ou si vous connaissez des sites web de qualité traitant du thème abordé ici, merci de compléter l'article en donnant les références utiles à sa vérifiabilité et en les liant à la section « Notes et références ».
Le pannage de jambon consiste à recouvrir sa partie charnue de panne : mélange de graisse de porc et de farine de riz.
Après les différentes étapes de l'élaboration du jambon sec (salage, pré-repos, repos et séchage), les jambons à affinage long (entre 9 et 18 mois) sont pannés. Les jambons sont pannés aux alentours de 22 % de perte de poids (par rapport au poids frais).
Le pannage peut se faire à la main, au pinceau avec de la panne liquide ou au pistolet.

## Avantages du pannage
Le pannage évite la formation d'une croute dure et sèche préjudiciable pour la consommation et le tranchage du jambon. Il permet un affinage plus homogène car il favorise les échanges entre le gras et le maigre du jambon.
Le pannage limite les échanges avec le milieu (toujours possibles grâce à la fenêtre de respiration) et rend possible un affinage long des jambons pour révéler toute la finesse de ses arômes sans qu'il devienne sec.

## Dépannage des jambons
Le dépannage des jambons secs est l'action de retirer la panne des jambons en fin d'affinage.
Plusieurs procédés sont utilisés : 
- à petite échelle, les jambons peuvent être trempés dans de l'eau chaude afin de faire fondre la panne. La panne est ensuite grattée, frottée avec des brosses jusqu'à ce que le jambon soit propre. Avantages : aucun investissement. Inconvénients : tâche très dure et pénible pour l'opérateur ;
- à échelle moyenne, les jambons sur cadre peuvent être lavés avec un jet d'eau chaude sous pression. Avantages : opération relativement simple et rapide. Inconvénients : projections de graisse dans la salle et sur l'opérateur, rejet d'eau graisseuse dans le réseau d'assainissement ;
- à grande échelle : laveuse à jambons. Les jambons fixés sur les balancelles entrent dans une laveuse qui nettoie les jambons grâce à de l'eau chaude sous pression.  Avantages : simplicité et rapidité de la tache. Inconvénients : investissements importants, consommation d'eau importante, obligation de prévoir des bacs de dégraissage pour retraiter les 20 l / jambon de mélange eau / graisse rejetés en moyenne ;
- dépannage à sec : un procédé nouveau et innovant a été mis au point pour dépanner les jambons secs sans utilisation d'eau. La panne est chauffée  par des radiants infrarouges et la graisse fondue est ensuite soufflée par une projection d'air comprimé. Le procédé Xingarbi a été primé par la « mention spéciale » du concours national de la création d’entreprises agroalimentaires 2010[1]. Avantages : pas de rejet eau/graisse, pas de consommation d'eau, simplicité du procédé, adaptabilité à la taille de l'outil de production. Inconvénients : consommation d'air comprimé, qui de plus doit être exempt de tout produit non alimentaire (l'air comprimé industriel comprend souvent des traces du lubrifiant du compresseur)[2].

La phase de dépannage est bien souvent problématique pour les producteurs de jambons secs, soit pour des exigences environnementales (rejet de graisse et d'eau), soit pour la pénibilité de la tâche pour l'opérateur.